# 陆薇读
陆薇读（1913年—2010年4月30日），男，上海人，中国天主教人物，曾任中国天主教教务委员会副主任，第六、七、八届全国政协委员。